# Sulcoindivisia
Sulcoindivisia is een geslacht van uitgestorven kreeftachtigen uit de klasse van de Ostracoda (mosselkreeftjes).

## Soorten
- Sulcoindivisia evlanovoensis Egorov, 1953 †
- Sulcoindivisia ilmenica Zaspelova, 1959 †
- Sulcoindivisia inopis Zaspelova, 1959 †
- Sulcoindivisia jurezanensis Kotschetkova, 1972 †
- Sulcoindivisia kandrensis Rozhdestvenskaya, 1972 †
- Sulcoindivisia plana Samoilova & Smirnova, 1972 †
- Sulcoindivisia semilukiana Egorov, 1953 †
- Sulcoindivisia svinordensis Egorov, 1953 †
- Sulcoindivisia verchovensis Egorov, 1953 †